# Astyanax ojiara
Astyanax ojiara és una espècie de peix de la família dels caràcids i de l'ordre dels caraciformes.

## Morfologia
- Els mascles poden assolir 5,1 cm de llargària total.[4][5]

## Hàbitat
Viu a àrees de clima subtropical.

## Distribució geogràfica
Es troba a Sud-amèrica: conca del riu Uruguai a l'Argentina.